# Manius Aemilius Lepidus (Konsul 66 v. Chr.)
Manius Aemilius Lepidus (* vor 108 v. Chr.; † zwischen 49 und 43 v. Chr.) war ein römischer Senator der späten Republik aus der patrizischen gens Aemilia.

## Leben
Er war der Sohn eines Manius Aemilius, möglicherweise des Münzmeisters von 114 oder 113 v. Chr. Zu einem Zeitpunkt zwischen 84 und 78 v. Chr. war er Proquästor in der Provinz Asia, wie auf Delos und in Priene gefundene Inschriften zeigen. Seine weitere Laufbahn bis zum Konsulat ist nicht bekannt; spätestens 69 v. Chr. muss er Prätor gewesen sein. 66 v. Chr. bekleidete Manius Aemilius Lepidus zusammen mit Lucius Volcacius Tullus das Konsulat. Vielleicht ist er mit dem Interrex Marcus (sic) Lepidus zu identifizieren, dessen Haus in den Unruhen nach dem Tod Publius Clodius Pulchers 52 v. Chr. belagert wurde.
Manius Lepidus gelang es, sich aus dem Bürgerkrieg, der 49 v. Chr. ausbrach, herauszuhalten. Mehrere Briefe Marcus Tullius Ciceros aus dem Frühjahr 49 erwähnen ihn. Er muss vor Anfang 43 v. Chr. gestorben sein.
Lepidus besaß wie Cicero eine Villa bei Formiae. Sein Sohn Quintus Aemilius Lepidus gelangte 21 v. Chr. zum Konsulat. Vermutlich hatte er auch eine Tochter, die mit Gnaeus Domitius Ahenobarbus (Konsul 32 v. Chr.) verheiratet war.